# Luke Wins Ye Ladye Faire
Luke Wins Ye Ladye Faire è un cortometraggio muto del 1917 diretto da Hal Roach e interpretato da Harold Lloyd.

## Produzione
Il film fu prodotto dalla Rolin Films.

## Distribuzione
Distribuito dalla Pathé Exchange, il film - un cortometraggio in una bobina - uscì nelle sale USA il 25 febbraio 1917. Fu distribuito in Francia nell'ottobre 1920 dalla Pathé Frères con il titolo Lui, fait la conquête d'Héloïse.